# Fritz Weigel
Fritz Weigel (* 1926; † 10. Oktober 1986) war ein deutscher Chemiker, der sich mit Kernchemie befasste.
Weigel studierte Chemie in Mainz und Göttingen und wurde bei Wilhelm Geilmann in Mainz promoviert. Als Post-Doktorand war er an der University of California, Berkeley bei Glenn T. Seaborg und Burris B. Cunningham. 1965 habilitierte er sich an der  Ludwig-Maximilians-Universität München in Anorganischer Chemie und Radiochemie und wurde dort 1978 Professor am Institut für Anorganische Chemie.
1957 war er am Radiation Laboratory der University of California in Berkeley.
Er befasste sich mit Anorganischer Chemie und Kernchemie und veröffentlichte über Verbindungen von Promethium. 1963 stellte er erstmals am Oak Ridge National Laboratory metallisches (elementares) Promethium dar.
Zu seinen Diplomanden in München gehört Robert Schwankner.
Er war verheiratet mit Anne Weigel und hat zwei Söhne, Andreas und Matthias Weigel.

## Schriften
- mit V. Scherer, H. Henschel: Die Chemie des Promethiums. In: Radiochimica Acta. Band 4, 1965, S. 18–23.
- Die Chemie des Promethiums. In: Fortschr. Chem. Forsch. 1969, 12 (4), S. 539–621. doi:10.1007/BFb0051097.
- Chemie für Maschinenbauer und Elektrotechniker. Vieweg/Teubner, Uni-text 1976.
- Kapitel Uranium und (mit Joseph Katz und Glenn Seaborg) Plutonium in Katz, Seaborg, Lester Morss (Hrsg.): Chemistry of the Actinide Elements. Band 1, Chapman and Hall 1986.